# Ибро (Флорида)
Ибро (енгл. Ebro) град је у америчкој савезној држави Флорида. По попису становништва из 2010. у њему је живело 270 становника.

## Демографија
Према попису становништва из 2010. у граду је живело 270 становника, што је 20 (8,0%) становника више него 2000. године.
| Група             | 2000.       | 2010.       |
| Белци             | 181 (72,4%) | 221 (81,9%) |
| Афроамериканци    | 9 (3,6%)    | 3 (1,1%)    |
| Азијати           | 0 (0,0%)    | 1 (0,4%)    |
| Хиспаноамериканци | 11 (4,4%)   | 7 (2,6%)    |
| Укупно            | 250         | 270         |